# FSV Empor Löbau
Der FSV Empor Löbau war ein Fußballverein, der von 1990 bis 2015 in der ostsächsischen Stadt Löbau beheimatet war.

## Porträt

### 1946 bis 1951
Die Vorgeschichte des Fußballsportvereins lässt sich ohne Unterbrechung bis zum Ende des Zweiten Weltkriegs zurückführen. Zuvor waren im besetzten Deutschen Reich alle Sportvereine aufgelöst worden und Sportwettkämpfe waren zunächst nur im begrenzten lokalen Raum erlaubt. Dazu durften sich lose organisierte Sportgruppen/Sportgemeinschaften (SG) bilden. Eine solche Sportgemeinschaft entstand 1946 auch in Löbau, die sich mit einer Fußballmannschaft an der Kreismeisterschaft Löbau 1946/47 beteiligte und den Meistertitel gewann. 1947/48 nahm die SG Löbau an der Meisterschaft des Fußballbezirks Ostsachsen teil, bei der sie unter zehn Mannschaften Platz fünf erreichte. Zur Saison 1948/49 konnten Sportwettkämpfe Zonenweit ausgetragen werden. Die SG Löbau verblieb weiter in der ostsächsischen Liga, konnte sich aber auf den dritten Rang verbessern. 1949 organisierte sich der Fußballspielbetrieb in der SBZ neu, und es entstanden als 2. Liga fünf Landesligen. Unter der neuen Bezeichnung Rot-Weiß wurde die SG Löbau in der Landesliga Sachsen in die Staffel Ost eingeordnet und kam am Ende der Spielzeit 1949/50 unter elf Teams auf dem achten Platz ein.
Bereits 1948 war begonnen worden, den gesamten Sportbereich in der SBZ auf der Basis von Betriebssportgemeinschaften (BSG) neu zu organisieren. Diese wurden von so genannten Trägerbetrieben finanziert und organisatorisch unterstützt. Am 1. Juli 1950 wurde die SG Rot-Weiß ebenfalls in eine BSG umgewandelt, deren Trägerbetrieb die Löbauer Konsumgenossenschaft wurde. Die BSG erhielt den Namen „Konsum Löbau“. Durch die Einführung der DDR-Liga, wurde die Landesklasse Sachsen 1950/51 zur 3. Liga in der inzwischen gegründeten DDR. Die BSG Konsum wurde nur 13. und musste absteigen.

### 1951 bis 1989
1951 wurde die zentrale Sportvereinigung Empor gegründet, der alle Betriebssportgemeinschaften mit Trägerbetrieben des Handels unterstellt wurden und die sich künftig als BSG Empor bezeichnen mussten. Löbau trat somit von der Saison 1951/52 als BSG Empor an. Bis zum Ende des DDR-Fußballspielbetriebes 1990 spielte die BSG überwiegend in der Bezirksklasse Dresden, die mit Ausnahme der Spielzeiten 1956 bis 1962/63 (II. DDR-Liga) viertklassig war. Dreimal gelang den Löbauern der Aufstieg in die Bezirksliga. 1954/55 und 1973/74 gab die BSG Empor dort nur ein einjähriges Gastspiel, nur von 1977/78 bis 1982/83 reichte es für einen längeren Aufenthalt in der Drittklassigkeit. In den Jahren von 1965 bis 1977 stand die BSG Empor im Schatten der Armeesportvereinigung Vorwärts Löbau, die bis zu ihrer Auflösung 1977 meist besser platziert war und zeitweise sogar in der zweitklassigen DDR-Liga spielte.
Ihren größten Erfolg errang die BSG Empor Löbau 1980 mit dem Gewinn des Dresdner Fußballbezirkspokals durch einen 4:0-Sieg über den Viertligisten Chemie Coswig. Der Pokalsieg berechtigte zur Teilnahme am DDR-weiten Fußballpokal-Wettbewerb 1980/81. Dort mussten die Löbauer in der 1. Hauptrunde gegen den DDR-Ligisten Fortschritt Bischofswerda antreten, dem sie zuhause mit 1:7 unterlagen.

### 1989 bis 2015
In der letzten Saison des DDR-Fußballspielbetriebes 1989/90 spielte die BSG Empor wieder in der Bezirksklasse Dresden, wo sie in den letzten Jahren viermal den zweiten Platz erreicht hatte. 1990 reichte es noch einmal zu einem dritten Platz. In diesem Jahr brach infolge der wirtschaftlichen Veränderungen durch die politische Wende von 1989/90 das System der Betriebssportgemeinschaften zusammen. Die Löbauer BSG wurde nicht mehr vom örtlichen Handel unterstützt und musste sich den neuen Gegebenheiten anpassen. Noch im Laufe des Jahres 1990 gründeten Mitglieder der BSG den eingetragenen Verein Fußball-Sportverein-Verein Empor Löbau. Dieser übernahm die Fußballsektion der BSG und wurde zur Saison 1990/91 in die Bezirksklasse Dresden eingegliedert, die innerhalb des neu gegründeten  Nordostdeutscher Fußballverbandes die 4. Liga war. Dort erreichte der FSV ebenfalls den dritten Rang. Seit 2011 war der FSV Empor in der achtklassigen Oberlausitzliga vertreten, wo er zuletzt 2014/15 auf dem sechsten Platz landete. Am 30. Juni 2015 fusionierte der FSV Empor Löbau mit der SG Medizin Großschweidnitz zum neuen Mehrspartenverein Sportclub Großschweidnitz-Löbau. Der neue Sportklub übernahm von der Saison 2015/16 an den Platz der Empor-Fußballmannschaft in der Oberlausitzliga.